# Satte, Saitama
Satte (幸手市 Satte-shi) là một thành phố thuộc tỉnh Saitama, Nhật Bản.